# 朱寅
朱寅（1480年—？），字時九，號古愚，直隸蘇州府常熟縣人，民籍，明朝政治人物。

## 生平
弘治十四年（1501年）辛酉科應天府鄉試第三十名舉人。正德六年（1511年）中式辛未科會試第□名，登第三甲第三十三名進士。七年任吉水县知县，官至工部都水司主事。

## 家族
曾祖朱□；祖父朱塈；父朱丙，母沈氏。慈侍下。弟朱宜。
子朱木，嘉靖進士。